# Por cel
«Por cel» es una canción y sencillo del grupo musical de Argentina Ciro y los Persas, con la participación de la cantante de Uruguay Julieta Rada, incluida originalmente en el tercer álbum de estudio y primer doble titulado Naranja persa 2 de 2018. La canción fue lanzada como sencillo, junto con su video musical el 27 de junio de 2019. Posteriormente se publicó un video musical en vivo de la canción para promocionar su segundo álbum en vivo publicado en todas las plataformas digitales del grupo, con el título Ciro y los Persas en el Estadio de River de 2019.

## Video musical
El video musical fue dirigido por Eduardo Pinto y Alberto Carpo Cortés. Muestra a los músicos como si se tratase de marionetas. En él participa la cantante Julieta Rada, quien también pone su voz en la canción. El video musical fue publicado el 27 de junio de 2019 en la cuenta oficial de YouTube.
El video musical en vivo muestra parte del concierto dado por el grupo el 15 de diciembre de 2018, ante más de 55 mil personas en el Estadio Mâs Monumental.

## Letra
La letra de la canción fue escrita por el vocalista y líder del grupo musical Andrés Ciro Martínez, habla de una pareja que está en momentos diferentes de la relación, y tiene miradas bien diferentes sobre el vínculo.